# Hannoversches Kaltblut Schleswiger Ursprungs
Das Hannoversche Kaltblut Schleswiger Ursprungs ist eine junge deutsche Pferderasse, die ihren Ursprung in Niedersachsen hat. Als Ausgangsrasse für die Zucht wird das Schleswiger Kaltblut verwendet, daneben dürfen verschiedene Kaltblut- und Schwere Warmblutrassen sowie Englische Vollblüter eingekreuzt werden.
Hintergrundinformationen zur Pferdebewertung und -zucht finden sich unter: Exterieur, Interieur und Pferdezucht.

## Exterieur
Nach Rassestandard wird ein mittel- bis großrahmiges Kaltblutpferd mit harmonischem und athletischen Körperbau gezüchtet. Rassevertreter sollen einen trockenem, markanten Ramskopf, einen kräftigen Hals, einen tiefen und rundrippigen Rumpf, auf nicht zu kurzen, trockenen und korrekt gestellten Beinen mit starken Gelenken, harten Hufen und nur schwach ausgeprägten Kötenbehang stehend, aufweisen.
Das Stockmaß soll bei Hengsten zwischen 165 und 175 cm liegen; für Stuten liegen die angestrebten Werte bei 160 bis 170 cm. Ferner wird ein Röhrbeinumfang von 24 bis 28 cm erwünscht.
Bei der Auswahl der eingekreuzten Englischen Vollblüter wurde unter anderem auch auf die Fuchsfarbe geachtet, um die für das Schleswiger Kaltblut charakteristische Fellzeichnung – Fuchs mit überwiegend hellem Langhaar – zu erhalten, und die entsprechende Farbgebung ist auch vorherrschend. Gleichzeitig werden im Rahmen der Fremdblutzufuhr auch Schimmel, Rappen und Braune toleriert.

## Mechanik
Hannoversche Kaltblüter weisen gute Bewegungen im Schritt auf.

## Zucht

### Methodik
Das Schleswiger Kaltblut ist die Ausgangsrasse der Zucht. Für die Aufnahme des Zuchtbuchs sind sowohl Stuten als auch Hengste folgender Rassen zugelassen:
- Boulonnais
- Bretone
- Süddeutsches Kaltblut
- Noriker
- Suffolk Punch
- Comtois
- Belgisches Kaltblut
- Vlaamspaard
- Rheinisch-Deutsches Kaltblut, mit Ausnahme Tiere der Abstammung Belgisch Trekpaard oder Niederländisches Kaltblut sowie solche mit Ardenner-Vorfahren in den ersten zwei Generationen[1]

Über die Hengstseite dürfen auch die folgenden Rassen zugeführt werden:
- Englisches Vollblut (Nachfahren von Englischen Vollblut-Hengsten sind über die ersten zwei Generationen nur mit Pferden ohne Vollblutanteil zu kreuzen)
- Ostfries und Alt-Oldenburger
- Sächsisch-Thüringisches Schweres Warmblut[1]

Für die Nachzuchten wird je nach Quelle ein Vollblutanteil von sechs bis zwölf (Angabe eines Züchters) oder sechs bis zwanzig Prozent (Angabe des Zuchtleiters) angestrebt.

### Geschichte
Die neue Rasse wurde durch die Züchter Hermann Drechsler und Klaus zum Bergen ins Leben gerufen. Die Züchter Schleswiger Kaltblüter hatten sich angesichts der sehr eingeschränkten Zahl hochwertiger Zuchttiere der Rasse, die durch die Prädisposition des Schleswigers für Mauke bedingt ist, dazu entschlossen, Englische Vollblüter in die Population einzuführen.
Ferner erhoffen sich die Züchter auch gesunde Gelenke, eine bessere Kondition und einen höheren Leistungswillen sowie schwungvollere Bewegungen. Weil insbesondere Kaltblüter häufig in Offenställen gehalten werden, und ein ausgeprägter Kötenbehang Krankheiten wie beispielsweise die Mauke begünstigt, ist bei Hannoverschen Kaltblütern auch eine geringere Fesselbehaarung erwünscht.
Ziel ist allerdings, durch Rückkreuzungen mit unveredelten, sprich reinrassigen Schleswiger Kaltblütern das charakteristische Aussehen und den typischen Charakter des Kaltbluts zu erhalten.
Der erste Hengst, Fritz (von Fast Eddy xx  – aus der Schleswiger Stute Saga von Marschall), wurde im Jahr 2007 gekört.

### Organisationen
Das Hannoversche Kaltblut wird von folgenden Pferdestammbüchern betreut:
- Stammbuch für Kaltblutpferde Niedersachsen e.V. (Ursprungszuchtbuch)[5][6]
- Pferdestammbuch Schleswig-Holstein / Hamburg e. V. (Filialzuchtbuch)[6][7]

### Bestand
Die Populationsgröße in Deutschland belief sich im Jahr 2023 auf zwei registrierte Zuchthengste und 13 registrierte Zuchtstuten. Ferner sind im selben Jahr 13 Fohlen eingetragen worden.

## Weblink
- Zuchtprogramm für die Rasse Hannoversches Kaltblut des Stammbuchs für Kaltblutpferde Niedersachsen e.V.